# VDSL
VDSL nebo VHDSL (anglicky Very High Speed DSL) je DSL technologie umožňující rychlejší datový přenos přes existující telefonní vedení (plochý nekroucený kabel nebo kroucená dvojlinka), což zjednodušuje její nasazení, protože není nutné pokládat nové kabely.
Druhá generace VDSL2 (ITU-T G.993.2) využívá šířky pásma až do 30 MHz, což zajišťuje velmi vysokou přenosovou rychlost až 100 Mbit/s současně v obou směrech. Ovšem tato maximální přenosová rychlost je dosažitelná při délce vedení maximálně do 300 metrů. S delším vedením nebo jeho nižší kvalitou se přenosová rychlost snižuje.
Technologie Infineon 10Base-S™ (Ethernet přes VDSL) dosahuje rychlosti až 10 Mbit/s v obou směrech stávajícím starším telekomunikačním vedením až do 1200 metrů.
Standard VDSL používá nyní 7 různých frekvenčních rozsahů, které dovolují úpravy rychlostí mezi příchozím a odchozím signálem. Díky tomu VDSL může používat různou rychlost v obou směrech podle potřeb. První generace VDSL standardu specifikovala jak QAM (anglicky Quadrature Amplitude Modulation) tak i DMT (anglicky Discrete Multi Tone Modulation). V roce 2006 ITU-T standardizovala VDSL v normě G.993.2, která specifikuje pouze DMT pro VDSL2.
Velké přenosové rychlosti dokazují, že VDSL je vhodné pro použití s novými „high-end“ aplikacemi, kde je možné pomocí jediného připojení realizovat například HDTV, IP telefonii a zároveň i přístup k Internetu.
VDSL, a to zvláště VDSL2, nabízejí dnes poskytovatelé internetu po celé Evropě.
Společnost O2 v ČR spustila VDSL 9. května 2011. Linky provozované společností CETIN (nástupcem O2 Czech Republic) využívají standardu VDSL2.
CETIN nasazuje VDSL do 1,3 km od ústředny v asymetrické variantě s maximální rychlostí 43/2,2 Mbit. Tato rychlost downloadu byla v roce 2016 dostupná pouze do 500 m. Rok 2017 přinesl zrychlení nevektorizovaných linek až na 50/5 Mbit. A to v individuálním případě i na větší vzdálenost než 400 m. V modulaci se používá pravidelné střídání pásem upstream (1U, 2U) a downstreamu (1D, 2D) podle schématu 998 do maximálního kmitočtu 12 MHz s přidaným pásmem 0U od 120 do 276 kHz.